# Olympische Winterspiele 1988/Teilnehmer (San Marino)
| Gelbes Symbol für Goldmedaillen mit stilisierten Olympischen Ringen | Graues Symbol für Silbermedaillen mit stilisierten Olympischen Ringen | Braundes Symbol für Bronzemedaillen mit stilisierten Olympischen Ringen |
| ------------------------------------------------------------------- | --------------------------------------------------------------------- | ----------------------------------------------------------------------- |
| —                                                                   | —                                                                     | —                                                                       |

San Marino nahm an den Olympischen Winterspielen 1988 im kanadischen Calgary mit fünf Athleten in zwei Sportarten teil.
Es war die dritte Teilnahme San Marinos an Olympischen Winterspielen.

## Flaggenträger
Der alpine Skirennläufer Nicola Ercolani wurde als Träger der Flagge San Marinos zur Eröffnungsfeier ausgewählt.

## Teilnehmer nach Sportarten

### Ski Alpin
Männer
- Francesco Cardelli
Riesenslalom: 63. Platz
Slalom: 44. Platz
- Nicola Ercolani
Super-G: 45. Platz
Riesenslalom: 56. Platz
Slalom: 45. Platz
- Fabio Guardigli
Super-G: 51. Platz
Riesenslalom: 60. Platz
Slalom: DNF
- Riccardo Stacchini
Super-G: DQ
Riesenslalom: DNF

### Skilanglauf
Männer
- Andrea Sammaritani
15 km klassisch: 85. Platz
30 km klassisch: 86. Platz